# Бен Хендерсон
Бе́нсон Хе́ндерсон (англ. Benson Henderson; нар. 16 листопада 1983, Колорадо-Спрингс, Колорадо, США) — американський спортсмен, професійний боєць змішаного стилю. Чемпіон світу зі змішаних бойових мистецтв у легкій ваговій категорії за версією WEC (2009, 2010 роки) та UFC (2012—2013 роки). Бронзовий призер чемпіонату світу з бразильського дзюдзюцу серед коричневих поясів у легкій ваговій категорії за версією IBJJF (2011 рік).
Бенсон є знавцем тхеквондо (чорний пояс) та бразильського дзюдзюцу (чорний пояс).
Бої за  участі Хендерсона двічі ставали лауреатами премії «Бій року» за версією видань «Sherdog», «Sports Illustrated» та «MMA Fighting». У 2012 році Бен Хендерсон був удостоєний почесного титулу «Боєць року» за версією видання «Sherdog». У чемпіонатах UFC та WEC він чотири рази нагороджувався преміями «Бій вечора» та один раз був удостоєний «Підкорення вечора».

## Біографія
Бен Хендерсон народився 16 листопада 1983 року в місті Колорадо-Спрингс, США, в родині кореянки та афроамериканця. Закінчив вищу школу імені комодора Декейтера у місті Федерал-Вей, штат Вашингтон, у 2001 році та престижний Данський коледж міста Блер, штат Небраска, у 2006 році, отримавши спеціальність із кримінального права та соціології. Зі шкільного віку займається бойовими мистецтвами, зокрема корейським традиційним ударним єдиноборством тхеквондо та американською боротьбою. За час навчання у коледжі Бен двічі ставав всеамериканським борцем на змаганнях рівня Національної асоціації студентського спорту (NAIA).

### Кар'єра у змішаних бойових мистецтвах
Після завершення навчання Хендерсон присвятив себе спорту. У 2006-2007 роках він знайомиться зі світом змішаних єдиноборств. Після короткої спроби своїх здібностей на любительському рівні Бен переходить у професіонали. Хендерсон постійно розвиває бійцівські навички і планомірно підвищує рівень опозиції. У 2008 році він дебютує на поважному міжнародному рівні, у канадській лізі MFC. Після перемоги над двома досвідченими суперниками під егідою цієї організації, а також перемоги над ветераном UFC Дієґу Сарайвою, Бену пропонують контракт з організацією вищої ліги — чемпіонатом WEC.
З початком 2009 року Хендерсон дебютує в WEC. Першим суперником Бена стає перспективний американський ударник нігерійського походження Ентоні Нжокуані, який перед поєдинком вважався значним фаворитом. Бій відбувся на турнірі «WEC 38», і завершився достроковою перемогою Хендерсона. У другому раунді важливого для своєї кар'єри бою Бен звалив суперника в партер, і застосував «гільйотину» — одну зі своїх улюблених технік удушення руками. Нжокуані подав сигнал про здачу. Наступним суперником Бенсона став досвідчений всеамериканський борець Шейн Роллер, бій з яким відбувся на турнірі «WEC 40». На самому початку бою Роллер швидкою комбінацією ударів відправив Хендерсона в нокдаун і спробував провести удушення, але Бен зміг вийти зі скрутного положення, нав'язати Роллеру боротьбу біля сітки, де, врешті, забив суперника кулаками. Ці дві перемоги поставили Хендерсона, який тепер мав рекорд 9-1-0, у ряд претендентів на титул чемпіона світу. Оскільки діючий чемпіон не міг захистити свій титул через травму, отриману у бою, Хендерсону запропонували взяти участь у поєдинку за тимчасовий титул, і Бен погодився.

#### Перший чемпіонський титул
На бій за тимчасовий чемпіонський титул Бенсон виходив як аутсайдер. Шанси спортсмена оцінювались таким чином уже третій раз поспіль, але вперше для цього були об'єктивні причини. Суперником Хендерсона в став чемпіон США та переможець міжнародних турнірів з тайського боксу, талановитий ударник і партерист, лауреат багатьох премій за техніку і видовищність ведення бою, і тогочасний претендент №1 — Дональд Серроне на прізвисько «Ковбой». Протистояння бійців стало головною подією турніру «WEC 43» та одним із найбільш видовищних боїв в історії чемпіонату. Протягом змагання Хендерсон нав'язував «Ковбою» боротьбу в партері, де сам застосовував ударну техніку, а Серроне пробував провести підкорення. Бен активно працював з ґарду суперника, завдаючи удари і парируючи спроби проведення больових та задушливих прийомів. Протягом бою Серроне постійно застосовував різноманітні удушення руками і ногами, а також проводив комбінації больових прийомів, застосовуючи гвинти і важелі на плечові та ліктьові суглоби Бенсона, але той зміг вийти з усіх небезпечних положень. Бій був насичений різноманітною боротьбою та ударними атаками в стійці, в клінчі та в партері. Та не зважаючи на активну оборону Серроне, і його креативні атаки із різноманітних положень, хід бою був диктований Хендерсоном: він перевершив суперника у кількості проведених звалювань, і зайнятих панівних позицій, а також за кількістю завданих ударів. Коли час, відведений на змагання, завершився, було оголошено рішення суддів: переможцем двобою, з різницею в одне очко, став Бен Хендерсон. Бійці отримали від організаторів турніру грошову премію «Бій вечора», а через деякий час бій став лауреатом премії «Бій року» за версіями видань «Sherdog» та «Sports Illustrated»
Здобувши тимчасовий титул, Хендерсон повинен був виступити проти діючого чемпіона в обов'язковому порядку. Діючий чемпіон, Джеймс Варнер, повністю відновився після травми наприкінці 2009 року, отже бій було призначено на початок 2010 року. Протистояння чемпіонів стало головною подією турніру «WEC 46». Перші два раунди бою пройшли не вельми добре для Хендерсона: він поступався Варену у позиційній боротьбі, і небезпечно «віддавав» супернику шию, внаслідок чого мусив виходити з-під задушливих захоплень. В стійці бійці виглядали рівно, втім Варнер більше атакував. У третьому раунді чемпіон невдало виконав прохід в ноги, і Хендерсон, парирувавши атаку, вискочив на суперника і, повиснувши на ньому, застосував «гільйотину». Варнер швидко подав сигнал про здачу. Таким чином, Бен Хендерсон став виключним чемпіоном світу за версією WEC.

#### Захист і втрата титулу WEC
Перший захист титулу чемпіона пройшов через три місяці, на турнірі «WEC 48». Претендентом став Дональд Серроне, чий реванш з Хендерсоном особливо хотіли бачити вболівальники. Бій тривав лише дві хвилини, і цього разу Бенсон був значно переконливішим (їх перше змагання було близьким до нічиєї). Серроне був атакований численними ударами колін, повалений на настил клітки, і задушений. Хендерсону ж його чергова «гільйотина» принесла премію «Підкорення вечора» від адміністрації чемпіонату.
Другий захист титулу пройшов наприкінці 2010 року, на історично останньому турнірі чемпіонату WEC — «WEC 53». Претендентом на звання чемпіона був талановитий проспект, практикуючий складну й нетипову ударну техніку, вихованець Дюка Руфуса (багаторазового чемпіона світу з кікбоксингу) — Ентоні Петтіс. Петтіс, який мав третій дан із тхеквондо, пурпуровий пояс із бразильського дзюдзюцу та нетривіальний стиль ведення бою, являв собою загрозу і в стійці і в партері. Поєдинок, що був головною подією вечора, тривав всі п'ять раундів і став одним із найбільш видовищних боїв року. Бійці застосовували всю широту свого технічного арсеналу: різноманітну ударну техніку рук та ніг, спроби підкорення больовими та задушливими прийомами, ефектні маневри у стійці та в партері. Ініціатива бійців була змінною, успіх теж, але в цілому перевага була за претендентом. Хендерсону важко давалось протистояння, його найуспішнішим раундом був перший, в той час як Петтіс з кожним раундом атакував все більш вдало та різноманітно. У п'ятому раунді він виконав те, що увійшло в історію змішаних бойових мистецтв під назвою «удар Петтіса» [Архівовано 12 березня 2013 у Wayback Machine.]: розпочавши дугову атаку на Хендерсона, який стояв біля краю клітки, Петтіс підстрибнув, у польоті відштовхнувся ногою від огорожі, і у польоті ж виконав круговий удар ногою, що відправив чемпіона у нокдаун. Цей комплекс рухів, що є поєднанням удару «каві чаґі» з арсеналу тхеквондо та технікою паркура, сам Хендерсон згодом охарактеризував як «видатний удар, подібного якому годі було чекати». Петтіс не встиг добити приголомшеного Хендерсона до кінця раунду, але ефектне завершення двобою забезпечило йому чемпіонський пояс. Обидва бійці були нагороджені премією «Бій вечора», видання «MMA Fighting» визнало цей поєдинок «Боєм року», удар же Петтіса був включений у десятку найяскравіших спортивних подій 2010 року за версією ESPN.

#### Другий чемпіонський титул
На початку 2011 року був завершений процес об'єднання організації WEC із UFC, де-факто першою бійцівською лігою світу. Бен Хендерсон, тепер уже екс-чемпіон, опинився в UFC. Дорогу до найпрестижнішого чемпіонського титулу йому довелось долати наново, і проти ще сильнішої опозиції. Хендерсон послідовно перемагає у трьох складних, насичених високотехнічною боротьбою поєдинках проти дивізіонних топів: Марка Бочека, Джима Міллера та Клея Ґвіди. Останні двоє до бою з Хендерсоном займали сходинки 6 та 7 у десятці найкращих легковаговиків світу. Всі три змагання завершуються рішенням суддів, бій з Ґвідою удостоюється премії «Бій вечора». Здобувши перемоги над вищезгаданими опонентами Бен посів четверте місце у світі за рейтингом «Sherdog» серед бійців своєї ваги, і отримав право змагатись за титул чемпіона світу.
Бій проти діючого чемпіона UFC Френка Едгара пройшов на турнірі «UFC 144» в Японії. На початку змагання чемпіон демонстрував перевагу над претендентом. Переломний момент у бою настав за кілька секунд до кінця другого раунду: бійці боролися в партері, і Едгар, знаходячись у вигідніший позиції, підвівся на ноги, в той час як Хендерсон, який лежав на спині, завдав різкого й сильного висхідного удару п'ятою точно в щелепу чемпіона. Едгар увійшов у тяжкий нокдаун, і Бен спробував добити його, але в цей момент пролунав гонг. Починаючи з третього раунду, перевага Бена Хендерсона ставала дедалі очевиднішою: з кожною хвилиною Едгар гірше бачив через гематому під лівим оком, а на його обличчі відкрились кілька розсічень. Хендерсон атакував помірно, але результативно. За статистикою він завдав більше ударів руками (зокрема джебів у голову та силових ударів у корпус), а також тричі пробував завершити бій больовим чи задушливим прийомом. Наприкінці останнього раунду Бенсон завдав влучного удару коліном у стрибку, і, парирувавши спробу звалювання від Едгара, спробував застосувати «гільйотину» й добити чемпіона на землі, але гонг вдруге врятував Едгара. Після бою судді оголосили одностайне рішення: Бен Хендерсон став новим чемпіоном світу в легкій ваговій категорії за версією UFC. Втім, усупереч статистиці бою, частина аудиторії визнала суддівське рішення за суперечливе, тому адміністрація чемпіонату призначила бій-реванш.

#### Захист і втрата титулу UFC
Другий поєдинок з Френком Едгаром пройшов на турнірі «UFC 150» у Денвері. Статистика, оприлюднена під час трансляції двобою, показала, що Хендерсон знову перевершив свого опонента у кількості завданих ударів і руками, і ногами. Натомість Едгару вдавалось заволодіти ініціативою в партері. Під час бою було два особливо гострих моменти: у першому раунді гонг перервав спробу удушення з боку Хендерсона, а у другому раунді Едгар відправив чемпіона в нокдаун. Загалом, другий бій характеризувався більшою конкуренцією суперників, і Хендерсон не мав очевидної переваги, як у першому бою. Це знайшло відображення у суддівських картках: рішення по бою було роздільним на користь діючого чемпіона. У такий спосіб Хендерсон вперше захистив титул.
Наприкінці 2012 року Хендерсон вдруге успішно захистив титул чемпіона, у бою проти переможця «Абсолютного бійця» Нейта Діаса. Цей захист титулу Бенсон провів у виключно домінуючій манері, перевершивши суперника в усіх аспектах бою. Протягом поєдинку Хендерсон завдав у чотири рази більше ударів ніж його суперник, відправив Діаса у нокдаун, блокував усі спроби підкорення.
Навесні 2013 року відбувся третій захист титулу чемпіона. Хендерсону протистояв чемпіон Strikeforce Гілберт Мелендес, змагання з яким давно чекали уболівальники. У бою Бен вкотре перевершив суперника за кількістю завданих ударів (зокрема ногами), але у цілому поєдинок вийшов рівним, що знайшло відображення у роздільному рішенні суддів (з різницею в одне очко) на користь діючого чемпіона UFC.
Наступний захист титулу, і одночасно довгоочікуваний реванш із Ентоні Петтісом пройшов у рідному місті Петтіса, Мілвокі, 31 серпня 2013 року. Бій, у якому оглядачі чекали повторення затяжного протистояння чемпіонів, протривав лише один раунд. Хендерсон активно нав'язував боротьбу Петтісу, і коли йому вдалось повалити його на покриття, той провів заломлення ліктьового суглоба — больовий прийом, від якого Бен здався. Титул чемпіона вдруге перейшов до Петтіса.
Невдовзі після поразки Хендерсон взяв участь у чемпіонаті світу з греплінгу за версією ADCC, де у чвертьфіналі був підкорений Отавіу Созою больовим прийомом на руку. У січні 2014 року Бен провів поєдинок проти екс-чемпіона Strikeforce Джоша Томсона, якого переміг за роздільним рішенням суддів у рівному поєдинку.

### Особисте життя
Бен Хендерсон одружений (його заручини відбулися у прямому ефірі каналу Fox після чергового захисту титулу). Має двох братів, старшого і молодшого.

## Статистика у змішаних бойових мистецтвах
| Результат | Противник        | Спосіб                                | Раунд | Час  | Дата              | Місце              | Подія             | Примітки                                                                                  |
| --------- | ---------------- | ------------------------------------- | ----- | ---- | ----------------- | ------------------ | ----------------- | ----------------------------------------------------------------------------------------- |
| Перемога  | Джош Томсон      | Рішення суддів (роздільне)            | 5     | 5:00 | 25 січня 2014     | Чикаго, США        | «UFC on Fox 10»   |                                                                                           |
| Поразка   | Ентоні Петтіс    | Підкорення (больовий прийом на руку)  | 1     | 4:21 | 31 серпня 2013    | Мілвокі, США       | «UFC 164»         | Втратив титул чемпіона у легкій ваговій категорії.                                        |
| Перемога  | Гілберт Мелендес | Рішення суддів (роздільне)            | 5     | 5:00 | 20 квітня 2013    | Сан-Хосе, США      | «UFC on Fox 7»    | Захистив титул чемпіона у легкій ваговій категорії.                                       |
| Перемога  | Нейт Діас        | Рішення суддів (одностайне)           | 5     | 5:00 | 8 грудня 2012     | Сієтл, США         | «UFC on Fox 5»    | Захистив титул чемпіона у легкій ваговій категорії.                                       |
| Перемога  | Френк Едгар      | Рішення суддів (роздільне)            | 5     | 5:00 | 11 серпня 2012    | Денвер, США        | «UFC 150»         | Захистив титул чемпіона у легкій ваговій категорії.                                       |
| Перемога  | Френк Едгар      | Рішення суддів (одностайне)           | 5     | 5:00 | 26 лютого 2012    | Сайтама, Японія    | «UFC 144»         | Виграв титул чемпіона у легкій ваговій категорії. Виграв премію «Бій вечора».             |
| Перемога  | Клей Ґвіда       | Рішення суддів (одностайне)           | 3     | 5:00 | 12 листопада 2011 | Анахайм, США       | «UFC on Fox 1»    | Виграв премію «Бій вечора».                                                               |
| Перемога  | Джим Міллер      | Рішення суддів (одностайне)           | 3     | 5:00 | 14 липня 2011     | Мілвокі, США       | «UFC on Versus 5» |                                                                                           |
| Перемога  | Марк Бочек       | Рішення суддів (одностайне)           | 3     | 5:00 | 30 квітня 2011    | Торонто, Канада    | «UFC 129»         |                                                                                           |
| Поразка   | Ентоні Петтіс    | Рішення суддів (одностайне)           | 5     | 5:00 | 16 грудня 2010    | Ґлендейл, США      | «WEC 53»          | Втратив титул чемпіона у легкій ваговій категорії. Виграв премію «Бій вечора».            |
| Перемога  | Дональд Серроне  | Підкорення (удушення руками)          | 1     | 1:57 | 24 квітня 2010    | Сакраменто, США    | «WEC 48»          | Захистив титул чемпіона у легкій ваговій категорії. Виграв премію «Підкорення вечора».    |
| Перемога  | Джеймс Варнер    | Підкорення (удушення руками)          | 3     | 2:41 | 10 січня 2010     | Сакраменто, США    | «WEC 46»          | Виграв титул виключного чемпіона у легкій ваговій категорії.                              |
| Перемога  | Дональд Серроне  | Рішення суддів (одностайне)           | 5     | 5:00 | 10 жовтня 2009    | Сан-Антоніо, США   | «WEC 43»          | Виграв титул тимчасового чемпіона у легкій ваговій категорії. Виграв премію «Бій вечора». |
| Перемога  | Шейн Роллер      | Технічний нокаут (удари кулаками)     | 1     | 1:41 | 5 квітня 2009     | Чикаго, США        | «WEC 40»          |                                                                                           |
| Перемога  | Ентоні Нжокуані  | Підкорення (удушення руками)          | 2     | 0:42 | 25 січня 2009     | Сан-Дієґо, США     | «WEC 38»          |                                                                                           |
| Перемога  | Дієґу Сарайва    | Рішення суддів (одностайне)           | 3     | 5:00 | 4 жовтня 2008     | Фінікс, США        | «Evolution MMA»   |                                                                                           |
| Перемога  | Рікарду Тірлоні  | Підкорення (удушення руками)          | 2     | 3:49 | 25 липня 2008     | Едмонтон, Канада   | «MFC 17»          |                                                                                           |
| Перемога  | Майк Маестас     | Підкорення (удушення руками)          | 3     | 4:11 | 9 травня 2008     | Едмонтон, Канада   | «MFC 16»          |                                                                                           |
| Перемога  | Браян Корлі      | Підкорення (удушення руками)          | 1     | 2:36 | 7 грудня 2007     | Кансіл-Блаффс, США | «VFC 21»          |                                                                                           |
| Перемога  | Девід Деґлорія   | Підкорення (удари кулаками)           | 1     | 1:45 | 23 червня 2007    | Оґден, США         | «UCE 12»          |                                                                                           |
| Поразка   | Рокі Джонсон     | Технічне підкорення (удушення руками) | 1     | 0:46 | 31 березня 2007   | Вейл, США          | «Battlequest 5»   |                                                                                           |
| Перемога  | Аліен Вільямс    | Технічний нокаут (удари кулаками)     | 1     | 1:37 | 16 лютого 2007    | Кансіл-Блаффс, США | «VFC 18»          |                                                                                           |
| Перемога  | Ден Грегарі      | Підкорення (удари кулаками)           | 1     | 1:37 | 16 лютого 2007    | Кансіл-Блаффс, США | «MCF 1»           |                                                                                           |